# Pusuke
Pusuke (en japonais プースケ), est un chien de race bâtard. Né le 1er avril 1985 et mort le 5 décembre 2011 à l'âge de 26 ans et 248 jours, sa longévité lui a permis de rentrer dans le Livre Guinness des records, en tant que chien le plus vieux du monde,.
Sa maîtresse, une Japonaise nommée Yumiko Shinohara, raconte qu'à la fin de sa vie, son chien a eu des difficultés respiratoires puis a refusé de s'alimenter,.